# Haukijärvi
För andra betydelser, se Haukijärvi (olika betydelser).
Haukijärvi (finska för gäddsjön) är en sjö i Haparanda kommun i Norrbotten som ingår i Sangisälvens huvudavrinningsområde. Sjön har en area på 3,59 kvadratkilometer och ligger 53 meter över havet. Sjön avvattnas i söder genom Linkkabäcken till sjön Rutajärvi och sedan till Sangisälven norr om Lappträsk.
Länsväg 398 passerar öster om sjön mellan byarna Koutojärvi och Lappträsk. Sjön, som är 3,59 km² stor och
Vid sjön fanns ett isolerat nybygge där författaren Verner Boström växte upp, fem kilometer från närmaste byn Lappträsk.

## Delavrinningsområde
Haukijärvi ingår i delavrinningsområde (734969-184772) som SMHI kallar för Utloppet av Haukijärvi. Medelhöjden är 72 meter över havet och ytan är 13,45 kvadratkilometer. Räknas de 12 avrinningsområdena uppströms in blir den ackumulerade arean 117,77 kvadratkilometer. Linkkabäcken (Penikkajoki) som avvattnar avrinningsområdet har biflödesordning 2, vilket innebär att vattnet flödar genom totalt 2 vattendrag innan det når havet efter 31 kilometer. Avrinningsområdet består mestadels av skog (54 procent). Avrinningsområdet har 3,59 kvadratkilometer vattenytor vilket ger det en sjöprocent på 26,7 procent.